# Calidad del suelo

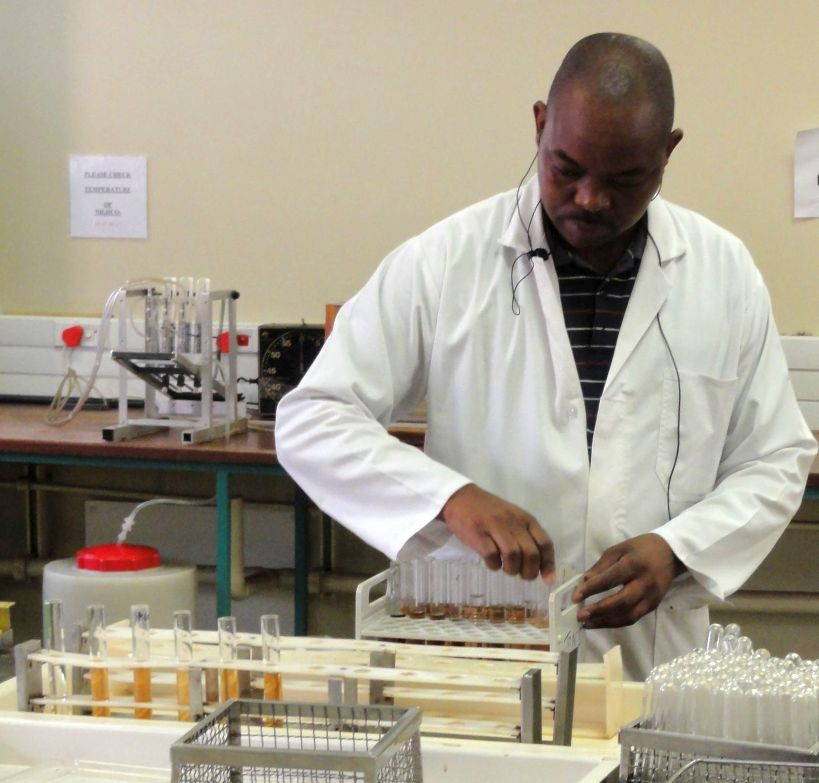
Prueba de la fertilidad del suelo

La calidad del suelo es una medida de la condición del suelo en relación con los requisitos de una o más especies bióticas o con cualquier necesidad o propósito humano. Según el Servicio de Conservación de Recursos Naturales del Departamento de Agricultura de los Estados Unidos:

...la calidad del suelo es la capacidad de un tipo específico de suelo para funcionar, dentro de los límites de los ecosistemas naturales o gestionados, para mantener la productividad de las plantas y los animales, mantener o mejorar la calidad del agua y el aire, y apoyar la salud y la vivienda humanas. 

El Centro Común de Investigación de la Comisión Europea propuso una definición, afirmando que:
La calidad del suelo es una cuenta de la capacidad del suelo para proporcionar el ecosistema y los servicios sociales a través de sus capacidades para llevar a cabo sus funciones en condiciones cambiantes.
La calidad del suelo refleja qué tan bien un suelo realiza las funciones de mantener la biodiversidad y la productividad, dividir el flujo de agua y solutos, filtrar y amortiguar, ciclar los nutrientes y brindar apoyo a las plantas y otras estructuras. El manejo del suelo tiene un impacto importante en la calidad del suelo.
La calidad del suelo en términos agrícolas se mide en una escala de valor del suelo (Bodenwertzahl) en Alemania.
La calidad del suelo se relaciona con las funciones del suelo. A diferencia del agua o el aire, para los que se han establecido estándares, la calidad del suelo es difícil de definir o cuantificar. La calidad del suelo se puede evaluar utilizando el Marco de evaluación de la gestión del suelo.

## Suelo fértil
Uno de los usos de la determinación de la calidad del suelo es determinar su fertilidad, entendiéndose como suelo fértil, aquel que tiene la capacidad de suministrar los nutrientes suficientes al cultivo, para su crecimiento y su desarrollo.

## Indicadores

### Físicos
Las características físicas del suelo no se pueden mejorar fácilmente, ya que se asocian con el uso eficiente del agua, los nutrientes y los pesticidas. Esta calidad no se puede medir directamente, pero se infiere a través de los atributos que están influenciados por el uso y las prácticas de manejo:
- Estructura del suelo
- Densidad aparente
- Estabilidad de los agregados
- Infiltración
- Profundidad del suelo superficial
- Capacidad de almacenamiento del agua
- Conductividad hidráulica saturada

### Químicos
Condiciones químicas que afectan las relaciones suelo-planta, la calidad del agua, la capacidad amortiguadora del suelo, y la disponibilidad de agua y nutrimentos para las plantas y los microorganismos.
- Disponibilidad de nutrimentos
- Disponibilidad de micronutrientes
- Carbono orgánico total y volátil
- pH
- Conductividad eléctrica
- Capacidad de absorción de fosfatos
- Capacidad de intercambio de cationes
- Cambios en la materia orgánica
- Nitrógeno total y mineralizable

### Biológicos
Se refieren a diversos factores relacionados con la actividad biológica, como:
- Abundancia y los subproductos de los macroinvertebrados: transportan y mezclan el suelo al construir galerías, nidos, sitios de alimentación, turrículos o compartimientos, además de incorporar y redistribuir varios materiales
- Abundancia y los subproductos de los hongos
- Tasas de descomposición de los residuos vegetales
- Nitrógeno y carbono de la biomasa microbiana

Dado que ninguna propiedad es permanente, se deben considerar dimensiones espaciales (parcelas o regiones) y temporales.